# 小行星5740
小行星5740（英語：5740 Toutoumi）是一颗围绕太阳公转的小行星。1989年11月29日，Y. Oshima在静冈县发现了此天体。
这颗小行星的绝对星等为19.06461448039915等。